# Dörnholzhausen
Dörnholzhausen is een plaats in de Duitse gemeente Frankenberg/Eder, deelstaat Hessen, en telt 77 inwoners (2007).